# Sphenomorphus sanctus
Sphenomorphus sanctus — вид сцинкоподібних ящірок родини сцинкових (Scincidae). Ендемік Індонезії.

## Підвиди
Виділяють два підвиди:
- Sphenomorphus sanctus tenggeranus Mertens, 1957;
- Sphenomorphus sanctus sanctus (Duméril & Bibron, 1839).

## Поширення і екологія
Sphenomorphus sanctus мешкають на островах Ява і Балі, можливо, також на Суматрі. Вони живуть у вологих тропічних лісах, в плантаціях та на садах. Зустрічаються на висоті до 600 м над рівнем моря.